# Католицизм на Мадагаскаре

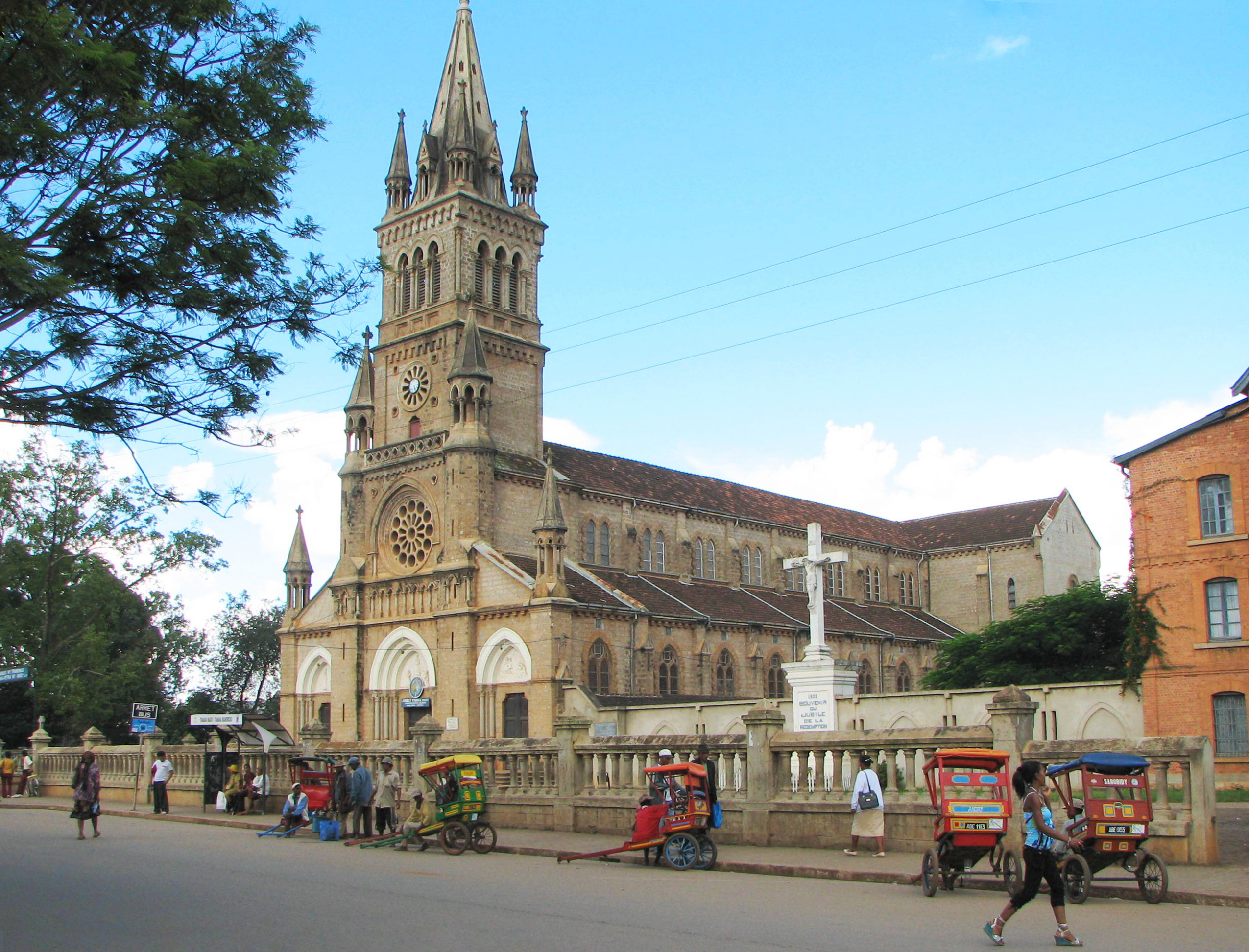
Кафедральный собор, Анцирабе, Мадагаскар

Католицизм на Мадагаскаре или Римско-Католическая церковь на Мадагаскаре — часть всемирной Римско-Католической церкви в государстве Мадагаскар.

## История
Первые католические миссионеры из монашеских орденов доминиканцев и иезуитов стали впервые появляться на Мадагаскаре в течение XVI—XVII веков. Доминиканцы приехали на Мадагаскар в 1540 году, иезуиты предпринимали попытки заниматься проповеднической деятельностью среди местных жителей в начале XVII века. Однако все эти одиночные попытки заканчивались неудачей до тех пор, когда на Мадагаскаре возникло первое французское поселение в 1642 году. В 1648 году на остров прибыли монахи из монашеского ордена лазаристов, но из-за плохого климата и враждебности местного населения миссия лазаристов свернула свою деятельность в 1674 году. Последующие попытки Римско-Католической церкви в начале XIX века основать свои миссии на Мадагаскаре сталкивались с противодействием малагасийского короля Радамы I и его жены Ранавалуны I, заключивших военно-политический союз с Великобританией.
В 1829 году Ватиканом был основан Апостольский викариат островов Южного моря, который включал в себя и Мадагаскар. В 1848 году на Мадагаскаре был основан Апостольский викариат Мадагаскара, порученный Святым Престолом попечению иезуитов. В 1861 году король Радама  II объявил о свободе вероисповедания и разрешил миссионерам всех христианских конфессий проповедовать на Мадагаскаре. В конце XIX века на Мадагаскаре были основаны новые три Апостольских викариата. Особенно успешно велась проповедническая деятельность Римско-Католической церкви в центральных районах Мадагаскара среди народов мерина и бецилеу. В 1900 году на Мадагаскаре насчитывалось около 100 тысяч католиков.
После I Мировой войны на Мадагаскаре были созданы новые Апостольские викариаты. В 1939 году был рукоположён в епископа первый малагасиец И. Рамарусандратана. В 1939 году на Мадагаскаре была основана митрополия с центром в городе Антананариву с тринадцатью подчинёнными ей епархиями.
В 1980 году в Антананариву был открыт Совет христианских церквей Мадагаскара, одним из четырёх основателей которого выступила Католическая церковь.

## Статистика
В стране пять митрополий, 16 епархий, 315 приходов, 27 епископов, 556 епархиальных священников и 673 священников из различных монашеских орденов, 420 монахов и 4100 монахинь. Общее число католиков на Мадагаскаре около 5, 4 миллионов человек.

### Структура Католической церкви
- Архиепархия Антананариву;
  - Епархия Анцирабе;
  - Епархия Миаринариву;
  - Епархия Цируанумандиди;

- Архиепархия Анцирананы;
  - Епархия Амбандзы;
  - Епархия Махадзанги;
  - Епархия Порт-Берге.

- Архиепархия Туамасины;
  - Епархия Амбатундразаки;
  - Епархия Мураманги;
  - Епархия Фенуариву-Ацинананы;

- Архиепархия Тулиары;
  - Епархия Мурумбе;
  - Епархия Мурундавы;
  - Епархия Тулагнару.

- Архиепархия Фианаранцуа;
  - Епархия Амбуситры;
  - Епархия Ихози;
  - Епархия Манандзари;
  - Епархия Фарафанганы.

## Святые Мадагаскара
29 апреля 1989 года Римский папа Иоанн Павел II беатифицировал первую святую, уроженку Мадагаскара, Викторию Разоаманариво.

## Источник
- Католическая энциклопедия, изд. Францисканцев, М., 2007 г., ISBN 978-5-91393-016-3